# 宽苞鹅耳枥
宽苞鹅耳枥（学名：Carpinus tsaiana）是桦木科鹅耳枥属的植物，是中国的特有植物。分布于中国大陆的云南、贵州等地，生长于海拔1,200米至1,500米的地区，多生长在山坡杂木林中或石坡上，目前尚未由人工引种栽培。

## 别名
大扫把栗（云南）